# Сузуме
Сузуме (јап. すずめの戸締まり) јапански је аниме филм из 2022. године у режији и по сценарију Макота Шинкаја. Прати 17-годишњу средњошколку Сузуме Ивато и Соуту Мунакату, који се удружују како би спречили низ катастрофа широм Јапана.
Премијерно је приказан 7. новембра 2022. године у IMAX формату, док је од 11. новембра приказиван у јапанским биоскопима, а од 2023. године широм света. У Србији је у титлованом облику премијерно приказан 25. маја 2023. године. Добио је позитивне рецензије критичара, уз похвале за анимацију, ликове, емоционалну тежину и музику, иако су поједини критиковали радњу због тога што је структурално слична Шинкајевим претходним радовима. Зарадио је преко 323 милиона долара широм света, поставши четврти филм са највећом зарадом у Јапану 2022. године и четврти јапански филм свих времена по заради. 

## Радња
Тинејџерка Сузуме случајно отвара необична врата која се налазе у заборављеном месту у близини њеног града на острву Кјушу. Убрзо након тога, Сузуме почиње да примећује чудне призоре пре него што мањи земљотрес погоди град.
По повратку на место где је отворила врата, упознаје мистериозног младића, члана Чувара, чији је задатак да путује по Јапану и чува портале који воде у свет иза врата, у свет који крије велику тајну из детињства девојчице Сузуме и опасност за цео Јапан.

## Гласовне улоге
| Улога             | Глас             |
| ----------------- | ---------------- |
| Сузуме Ивато      | Нанока Хара      |
| Соута Мунката     | Хокуто Мацумура  |
| Тамаки Ивато      | Ери Фукацу       |
| Минору Окабе      | Шота Сометани    |
| Руми Ниномија     | Саири Ито        |
| Чика Амабе        | Катоне Ханасе    |
| Цубаме Ивато      | Кана Ханазава    |
| Хицуџиро Мунаката | Мацумото Хакуо   |
| Томоја Серизава   | Рјуносуке Камики |
| Даиџин            | Ен Јамане        |
| Мики              | Аими             |